# Alexei Iwanowitsch Sudajew
Alexei Iwanowitsch Sudajew (russisch Алексей Иванович Судаев; * 23. August 1912 in Alatyr, Russisches Kaiserreich; † 17. August 1946 in Moskau) war ein russischer Waffenkonstrukteur. Er ist der Entwickler der Maschinenpistole PPS-43.

## Leben

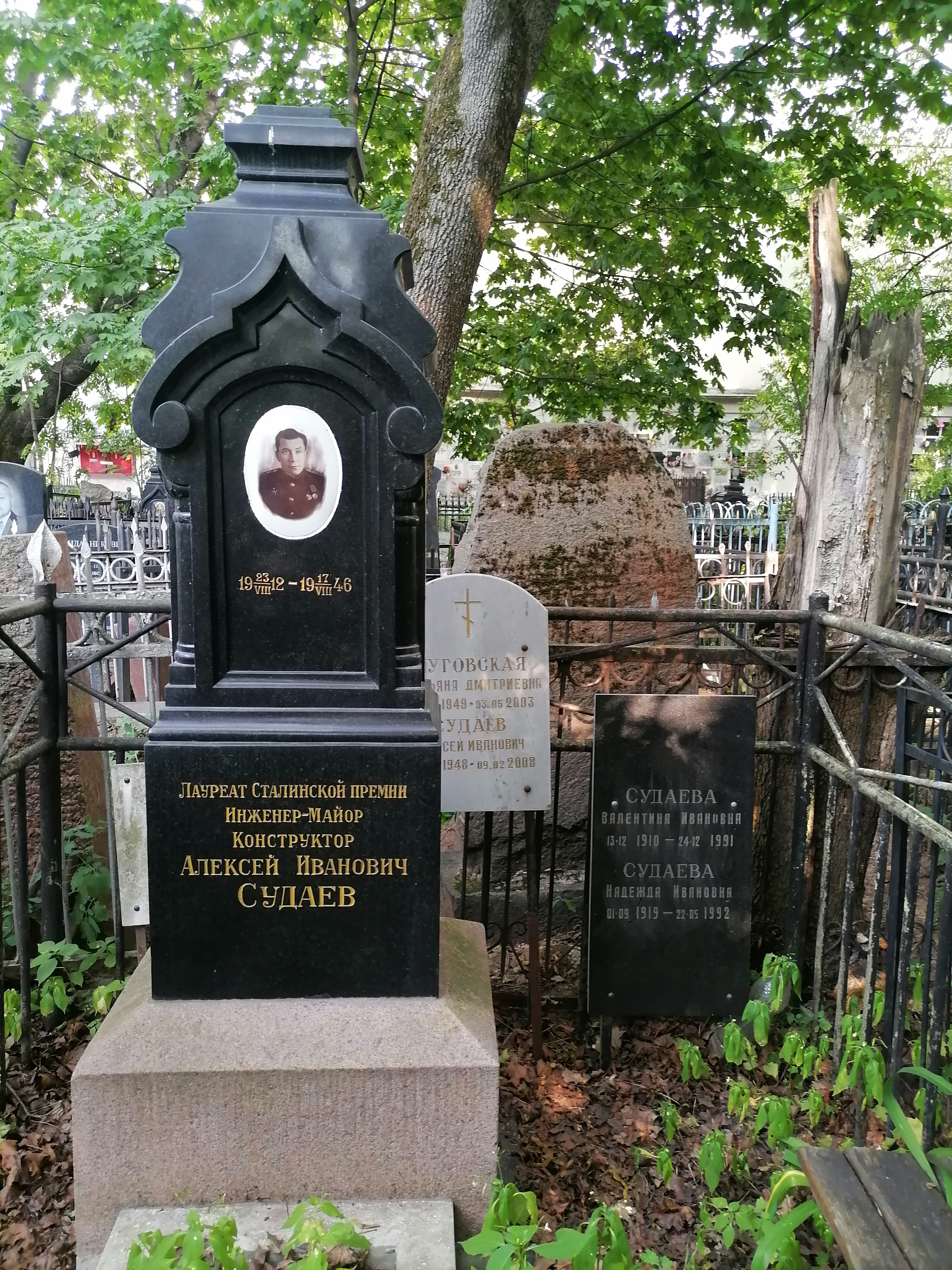
Grabstelle

Sudajew wurde in der heute zur Teilrepublik Tschuwaschien gehörenden Stadt Alatyr geboren. Sein Vater war ein Mechaniker beim Telegraph. 1929 schloss Sudajew eine Berufsschule ab und arbeitete zunächst als Schlosser. 1932 absolvierte er eine Fachschule für Verkehrsingenieurwesen und arbeitete danach als Techniker im Uralgebiet und ab Oktober 1934 bei den Streitkräften der Eisenbahn.
1933–34 patentierte Sudajew erstmals eigens entwickelte Techniken für automatische Schusswaffen, weitere Patentanmeldungen folgten 1935 während des Dienstes bei den Streitkräften. 1936 nahm Sudajew ein Studium an der Industrie-Hochschule in Gorki auf. 1938 wechselte er an die Moskauer Dserschinski-Militärakademie, wo er sich enger mit der Waffentechnik befasste; als Diplomarbeit stellte er 1941 ein selbstentwickeltes Maschinengewehr vom Kaliber 7,62 mm vor.
1942 entwickelte Sudajew mit der PPS-42 eine neue Maschinenpistole, die sich gegenüber vorher gängigen Modellen PPD-40 und PPSch-41 durch eine Reihe von Vorteilen (u. a. wesentlich weniger Gewicht und Arbeitsintensivität bei gleicher Leistungsfähigkeit) auszeichnete. Im gleichen Jahr wurde damit begonnen, mit der neuen Waffe die Sowjetarmee aufzurüsten. Von Herbst 1942 bis Juni 1943 ließ Sudajew das Modell in den Kämpfen um das belagerte Leningrad testen. Als Ergebnis entstand mit der PPS-43 eine verbesserte Version der PPS-42, die im gleichen Jahr in Serienproduktion ging. Bis 1945 wurden von Sudajew noch mehrere weitere Modifikationen erarbeitet.
Die PPS-43 wurde zu Sudajews bekanntester Erfindung und wurde auch in der Nachkriegszeit in der Sowjetunion wie auch im Ausland (vor allem in den Ländern des Warschauer Paktes) in großer Zahl hergestellt und für die Ausrüstung der Armeen verwendet. Für deren Entwicklung erhielt Sudajew den Leninorden.
Bis 1945 entwickelte Sudajew das erste sowjetische Sturmgewehr im Kaliber 7,62 × 39 mm, die AS-44, jedoch hinderte ihn eine längere Krankheit daran, seine Pläne vollends zu verwirklichen. Er starb im Alter von 33 Jahren in Moskau und wurde auf dem Wagankowoer Friedhof beerdigt.